# SAP HANA

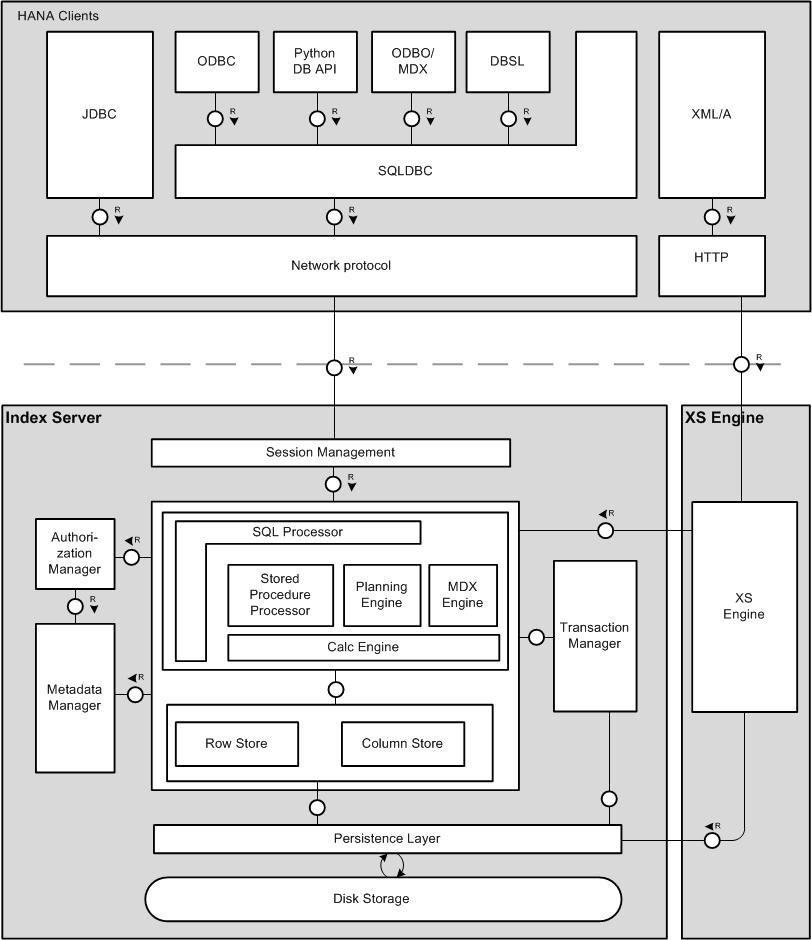
Architettura

SAP HANA è un sistema di gestione di basi di dati colonnare e in memory sviluppato e commercializzato dalla società SAP.
Per crearlo SAP ha acquisito tecnologie, tra cui il motore di ricerca TREX (motori di ricerca column-oriented), P*TIME (piattaforma OLTP in-memory acquisita da SAP nel 2005), e MaxDB con il suo in-memory motore liveCache e le ha sviluppate assieme a partner: team congiunti di sviluppatori SAP, di Hasso Plattner Institute e della Stanford University. Nel 2008 realizzano una architettura di analisi e aggregazione in tempo reale citata come "Nuova Architettura di Hasso" e "Nuovo database".
L'architettura è progettata per gestire sia alti tassi di transazioni che elaborazione di interrogazioni complesse nella stessa piattaforma. 
La sigla indica SAP High-Performance Analytic Appliance.

## SAP HANA per OLAP
- 2010-2011 esce la prima versione disponibile per il mercato. La nuova tecnologia attira l'interesse, ma i clienti business lo ritengono ancora "troppo giovane".
- Nel 2012, SAP promuove la fruibilità del prodotto nel cloud computing e a ottobre annuncia una variante denominata HANA 1.0 che utilizza una minore quantità di memoria su IBM Cloud con tariffe mensili e su Amazon Web Services con tariffa oraria.

## SAP HANA per OLTP
- Nel gennaio 2013, una versione SAP Enterprise Resource software di pianificazione dalla sua Business Suite è annunciata per HANA.
- Nel maggio 2013, SAP avvia la propria offerta in Cloud chiamata HANA Enterprise Cloud.
- A maggio 2014 SAP e VMware annunciano SAP HANA per l'uso in produzione su VMware vSphere 5.5.